# 伊号第百五十七潜水艦
| 終戦後の伊157。空母笠置後方4隻の潜水艦の手前から2番目、司令塔に「イ157」とある。 | |
| 艦歴                                                                             | |
| 計画                                                                             | 大正12年度艦艇補充計画                                                                                              |
| 起工                                                                             | 1927年7月8日 |
| 進水                                                                             | 1928年10月1日 |
| 就役                                                                             | 1929年12月24日 |
| 除籍                                                                             | 1945年11月30日 |
| その後                                                                           | 1946年4月1日 五島列島沖で爆破処分                                                                                   |
| 性能諸元                                                                         | |
| 排水量                                                                           | 基準：1,635トン 常備：1,800トン 水中：2,300トン                                                                     |
| 全長                                                                             | 101.00m |
| 全幅                                                                             | 7.90m |
| 吃水                                                                             | 4.90m |
| 機関                                                                             | ズルツァー式3号ディーゼル2基2軸 水上：6,800馬力 水中：1,800馬力                                                     |
| 速力                                                                             | 水上：20.0kt 水中：8.0kt                                                                                            |
| 航続距離                                                                         | 水上：10ktで10,000海里 水中：3ktで60海里                                                                            |
| 燃料                                                                             | 重油：230t |
| 乗員                                                                             | 63名 |
| 兵装                                                                             | 40口径十一年式12cm単装砲1門 留式7.7mm機銃1挺 53cm魚雷発射管 艦首6門、艦尾2門 六年式魚雷16本 Kチューブ（水中聴音機） |
| 備考                                                                             | 安全潜航深度：60m                                                                                                   |

伊号第百五十七潜水艦（いごうだいひゃくごじゅうななせんすいかん）は、日本海軍の潜水艦。伊百五十六型潜水艦（海大III型b）の2番艦。竣工時の艦名は伊号第五十七潜水艦。

## 艦歴
- 1927年（昭和2年）7月8日 - 呉海軍工廠で起工。
- 1928年（昭和3年）10月1日 - 進水
- 1929年（昭和4年）12月24日 - 竣工。第19潜水隊に編入[2]。
- 1930年（昭和5年）11月15日 - 1931年11月まで予備艦となる[2]。
- 1932年（昭和7年）6月1日 - 同年10月まで予備艦となる[2]。
- 1934年（昭和9年）10月22日 - 1935年11月まで予備艦となる[2]。
- 1938年（昭和13年）
  - 6月1日 - 艦型名を伊五十三型に改正[3]。
  - 12月15日 - 1939年8月まで予備艦となる[2]。
- 1941年（昭和16年）12月1日 - 第4潜水戦隊第19潜水隊に属し、三亜を出航。マレー作戦に参戦[4]。
  - 12月20日 - カムラン湾に到着[4]。
  - 12月28日 - カムラン湾を出航し、スラバヤ北方海面で活動[4]。
- 1942年（昭和17年）1月7日 - 南緯07度15分 東経116度23分 / 南緯7.250度 東経116.383度のバリ海で、バリクパパンからスラバヤへ向かっていた蘭タンカージラク（Djirak、3,077トン） を砲撃により撃沈[5]。
  - 1月5日 - カムラン湾に帰着[4]。
  - 2月7日 - 乗員に赤痢患者が発生し3月まで活動停止[4][5]。
  - 3月6日 - セレベス島スターリング湾に到着[4]。
  - 3月10日 - 第5潜水戦隊第19潜水隊に編入[4]。
  - 3月20日 - 呉入港[4]。
  - 5月20日 - 伊号第百五十七潜水艦に改名。
  - 5月26日 - ミッドウェー海戦に参加[4]。
  - 6月30日 - 呉に入港[4]。
  - 7月10日 - 第5潜水戦隊が解隊し、第19潜水隊が呉鎮守府部隊に編入。以後、練習艦となる[4]。
- 1943年（昭和18年）5月22日 - 北方に派遣となり呉を出航。26日、横須賀を出航[4]。
  - 6月1日 - 幌筵島に到着。4日よりキスカ島に向けて補給物資輸送のため出航[2]。
  - 6月16日 - 霧の中を航行中に座礁し、潤滑油12本、魚雷6本、電池113基、重油74トンを海中に投棄[2]。
  - 6月17日 - 離礁し、20日、幌筵島に帰着[2]。
  - 6月26日 - 呉に入港[4]。
  - 12月1日 - 呉潜水戦隊第19潜水隊に編入[4]。
- 1944年（昭和19年）7月 - 呂49と共に13号電探を搭載し試験を行う。
- 1945年（昭和20年）4月20日 - 第六艦隊第34潜水隊に編入[4]。
  - 8月15日 - 第15潜水隊に編入され終戦を迎える[4]。
- 1946年（昭和21年）4月1日 - 五島列島沖で米軍により爆破処分[6]。

撃沈総数1隻、撃沈トン数3,077トン。

## 歴代艦長
※『艦長たちの軍艦史』426頁による。

### 艤装員長
- 橋本愛次 少佐：1929年5月15日[7] - 1929年7月26日[8]

### 艦長
- 橋本愛次 少佐：1929年7月26日[8] - 1930年6月20日[9]
- 伊藤尉太郎 少佐：1930年6月20日[9] - 1931年11月14日
- 斎藤栄章 少佐：1931年11月14日 - 1932年6月1日
- （兼）中島千尋 少佐：1932年6月1日 - 1932年10月5日
- 中岡信喜 少佐：1932年10月5日 - 1933年11月15日
- 玉木留次郎 少佐：1933年11月15日 - 1935年5月10日
- （兼）奥島章三郎 少佐：1935年5月10日[10] - 1935年7月3日[11]
- 小林一 少佐：1935年7月3日 - 1935年11月15日
- 高橋長十郎 少佐：1935年11月15日 - 1936年11月16日
- （兼）山田隆 少佐：1936年11月16日 - 1936年12月1日
- 岡本義助 中佐：1936年12月1日 - 1937年12月1日
- 清水太郎 少佐：1937年12月1日 - 1938年12月15日
- 楢原省吾 中佐：1938年12月15日 - 1939年2月20日
- 成沢千直 少佐：1939年2月20日[12] - 1939年3月20日[13]
- （兼）畑中純彦 少佐：1939年3月20日[13] - 1939年9月1日[14]
- 吉村巌 少佐：1939年9月1日 - 1941年10月31日[15]
- 中島栄 少佐：1941年10月31日 -
- 佐伯卓夫 少佐：1942年10月15日 -
- 小比賀勝 少佐：1943年2月1日 -
- （兼）栢原保親 大佐：1943年7月7日 - 1944年1月31日
- 堀武雄 中佐：1944年1月31日 -
- 中村省三 中佐：1944年2月25日 -
- 荒木浅吉 少佐：1945年8月9日 -